# Octavio Pérez-Vitoria Moreno
Octavio Pérez-Vitoria Moreno (Barcelona 1912 - 22 d'octubre de 2010) fou un advocat català, reconegut jurista i criminalista.
Es doctorà en dret a la Universitat de Madrid i es llicencià a la Scuola di Diritto Penale de Roma. Fou titular de la primera càtedra de dret penal de la facultat de dret, a la Universitat de Barcelona, on va fundar i dirigir també l'Institut de Criminologia i ha publicat nombrosos articles a la Revista Jurídica de Catalunya.
Després de jubilar-se el 1982 va exercir l'advocacia fins a la seva mort. El 1997 va rebre la Creu de Sant Jordi i ha estat president d'honor de l'Acadèmia de Jurisprudència i Legislació de Catalunya.

## Obres
- La minoría penal (1940)
- La legislación española sobre tribunales de menores
- El código penal del Brasil
- Psiquiatría y derecho penal
- Programa de derecho penal (1978)